# MTU Aero Engines
MTU Aero Engines AG – niemiecki producent silników lotniczych. Firma znana była wcześniej pod nazwą MTU München.

## Historia
Siedziba główna firmy znajduje się w Monachium. Poza tym ma też swoje fabryki w Kanadzie, Polsce i w Chinach. W 2019 przedsiębiorstwo zatrudniało ok. 10 tys. W 2018 roku osiągnęła przychód w wysokości 4,57 miliarda euro.
Najmłodszy oddział MTU – Aero Engines Polska; ulokowany w Jasionce pod Rzeszowem na terenie Podkarpackiego Parku Naukowo-Technologicznego, w bezpośrednim sąsiedztwie lotniska; rozpoczął działalność na początku kwietnia 2009 roku. W 2020 roku firma zatrudniała ponad 1000 pracowników. Na terenie zakładu produkowane są m.in. łopatki kierownicze i wirujące do turbin niskiego ciśnienia silników samolotowych. Ponadto w Rzeszowie zajmuje się montażem modułów dla programów cywilnych zespołów napędowych stosowanych w przemyśle lotniczym, a także naprawą elementów zespołów napędowych m.in. różnego rodzaju przewodów rurowych do silników samolotowych (jak np. olejowe, paliwowe, powietrzne itp.).